# ليرد بارون
ليرد بارون (بالإنجليزية: Laird Barron)‏ (1970، بالمر في الولايات المتحدة)؛ شاعر وروائي أمريكي.

## روابط خارجية
- ليرد بارون على موقع سباق إديتارود تريل لزلاجات الكلاب (الإنجليزية)